# Formicium mirabile
Formicium mirabile är en myrart som först beskrevs av Cockerell 1920.  Formicium mirabile ingår i släktet Formicium och familjen myror. Inga underarter finns listade i Catalogue of Life.